# Кизилкупер
Кизилкупе́р (рос. Кызылкупер, башк. Ҡыҙылкүпер) — присілок (у минулому селище) у складі Кушнаренковського району Башкортостану, Росія. Входить до складу Горьківської сільської ради.
Населення — 82 особи (2010; 117 у 2002).
Національний склад:
- башкири — 57 %
- татари — 42 %